# Erstes kurhessisches Infanterie-Regiment „Kurfürst“
Das Erste Kurhessische Infanterie-Regiment Kurfürst war eine militärische Einheit des Kurfürstentums Hessen. Das Regiment bestand bis zur Annexion Kurhessens durch Preußen im Jahr 1866. 21 Offiziere und 520 Unteroffiziere und Mannschaften bildeten daraufhin den Stamm des preußischen Infanterie-Regiment Landgraf Friedrich I. von Hessen-Cassel (1. Kurhessisches) Nr. 81.

## Stammtruppen
- Siehe auch: Hessen-kasselsches Infanterieregiment No. 7 (1756)

### I. Bataillon
Im Jahr 1700 wurde das Regiment Prinz Anhalt errichtet. Im Laufe der Zeit erhielt es immer wieder neue Namen.
- 1703 Regiment Prinz Wilhelm
- 1727 Regiment Prinz Friedrich, mit dessen Regierungsübernahme Regiment Friedrich II.
- 1751 Regiment Erbprinz
- 1760 4. Garde-Regiment
- 1760 Leib-Infanterie-Regiment
- 1775 Leib-Füsilier-Regiment
- 1783 Leib-Infanterie-Regiment
- 1785 Leib-Füsilier-Regiment

#### Gefechtskalender
- Von 1702 bis 1713 kämpfte das Regiment im Spanischen Erbfolgekrieg in den Niederlanden, am Rhein, Bayern und Italien.
- 1734 bis 1735 zog es im Reichskrieg gegen Frankreich an den Rhein und die Mosel.
- Während des Österreichischen Erbfolgekrieges war es von 1741 bis 1748 an der Weser, in den Niederlanden, am Rhein und Main sowie in Bayern und Schottland.
- Im Siebenjährigen Krieg kam es 1756 zunächst nach England und kämpfte danach von 1760 bis 1763 auf preußischer Seite gegen die Franzosen.
- 1776 ging das Regiment nach Nordamerika, wo es bei White Plains, in Rhode Island sowie in Pennsylvania und New Jersey kämpfte.

#### Chefs
- 1700 Oberst Prinz Lebrecht von Anhalt-Bärenburg-Hoym
- 1703 Oberst Prinz Ludwig von Hessen
- 1705 Prinz Wilhelm von Hessen (Wilhelm VIII.)
- 1727 Prinz Friedrich (Friedrich II.)
- 1783 Erbprinz Wilhelm (Wilhelm IX.)
- 1785 Landgraf Wilhelm IX.

#### Kommandeure
- 1700 Oberstleutnant von Uffeln
- 1706 Oberstleutnant Otto Christoph von Verschuer (später Generalleutnant)
- 1727 Brigadier Otto Christoph von Borck(e) (später Gouverneur von Rinteln)
- 1736 Oberst von Mansbach (später Generalmajor)
- 1744 Oberst von Weitelshausen genannt Schrautenbach
- 1744 Oberst von Hundelshausen
- 1746 Oberst von Canitz
- 1749 Oberst Carl Johann Haubold von Bose
- 1755 Oberst Ernst Ludwig von Dalwigk (gefallen bei Hastenbeck)
- 1757 Oberst Briede
- 1757 Oberst Schotten (1758, gefallen bei Mehr)
- 1758 Oberst von Wilke
- 1760 Oberst Carl (Leopold?) von Löwenstein
- 1760 Oberst Wilhelm Max von Dithfurt (später Generalmajor)
- 1766 Generalmajor Karl Levin von Trümbach
- 1775 Generalmajor Johann Georg von Balecke[1]
- 1776 Oberst Friedrich Wilhelm von Loßberg
- 1780 Generalmajor Carl Ernst von Bischhausen[2]
- 1782 Generalmajor von Wurmb I
- 1784 Generalmajor von Lose
- 1788 Generalmajor von Wurmb II

### II. Bataillon
- Siehe auch: Hessen-kasselsches Infanterieregiment No. 5 (1756)

Das Regiment wurde 1688 für den Prinzen Friedrich (später König von Schweden) errichtet.
- 1698 Prinz Friedrich Bataillon (teilweise auch Erbprinz)
- 1721 Königs-Regiment-Infanterie
- 1751 Leib-Regiment-Infanterie
- 1760 Regiment Wutignau
- 1776 Regiment Landgraf
- 1783 Leib-Infanterie-Regiment
- 1785 Regiment Landgraf

#### Gefechtskalender
Während des Pfälzischer Erbfolgekrieges zog das Regiment im Jahr 1690 in die Niederlande, wo er bis 1697 an der Maas und am Rhein kämpfte.
Von 1702 bis 1713 kämpfte das Regiment im Spanischen Erbfolgekrieg in den Niederlanden, am Rhein in Bayern und Italien.
Während des österreichischen Erbfolgekrieges von 1841 bis 1848 war es n der Weser, in den Niederland, am Rhein und Main sowie in Bayern im Einsatz. Im Siebenjähriger Krieg war es 1756 zunächst nach England verlegt und stand dann von 1760 bis 1763 bei der alliierten Armee in Deutschland. Er zeichnete sich 1761 bei Bellinghausen und 1762 bei Speele an der Fulda aus. 1776 ging es nach Amerika, das Regiment nahm am Sturm auf Fort Washington teil, kämpfte bei der Einnahme und Verteidigung von Rhode Island und war dann zusammen mit dem I. Bataillon an verschiedenen Kämpfte in New Jersey und im Staat New York beteiligt.

#### Grenadier-Regiment von Haller
Das Grenadier-Regiment von Haller kämpfte während des Siebenjährigen Krieges bei Bergen, Sababurg und Dorsten. In Amerika kämpfte es bei Flatbush, Whiteplains, Redbank und Charlestown.
Während der Befreiungskriege konnte es am 26. Februar 1814 einen Ausfall bei der Belagerung von Thionville zurückschlagen, das Regiment machte viele Gefangene und eroberte eine Kanone.

#### Chefs
- 1688 Erbprinz Friedrich (König von Schweden)
- 1751 Landgraf Wilhelm VIII.
- 1760 Landgraf Friedrich II.
- 1760 General Heinrich Wilhelm von Wutginau
- 1776 Landgraf Friedrich II.
- 1785 Landgraf Wilhelm IX.

#### Kommandeure
- 1688 Oberst Dettlof von Schwerin (später Generalleutnant)
- 1698 Oberstleutnant Stückradt
- 1703 Oberstleutnant Hans Hermann von Wartensleben († 1703, gefallen am Speyerbach)[4]
- 1704 Oberstleutnant Adolf Melchior von der Thann († 1704, gefallen bei Hochstädt)
- 1704 Oberst Franz Christoph von Seyboldsdorf[5]
- 1714 Oberst Christian Melchior Sigismund von Kutzleben († 1745, später Generalleutnant, Gouverneur von Rheinfels)
- 1745 Oberst Carl Friedrich von Uffeln (später Generalmajor)
- 1749 Oberst Heinrich Wilhelm von Wutginau (später Chef)
- 1776 Oberst Heinrich Anton von Heeringen (* 1721; † 25. September 1776, gefallen in Amerika)[6]
- 1777 Generalmajor Carl Ernst Johann von Bose
- 1778 Generalmajor Heinrich Julius von Kospoth[7]

## Erstes Infanterie-RegimentKurfürst
Im Jahr 1789 wurden die zwei Regimenter unter dem Namen Leib-Infanterie-Regiment zusammengefasst. Das Leib-Füsilier-Regiment bildete das I. Bataillon und das II. Bataillon das Regiment Landgraf.
Im Jahr 1795 wurde aus dem Regiment heraus ein III. Bataillon gebildet: Das Grenadier-Bataillon wurde aus den bestehenden Grenadier-Kompanien und zwei Musketier-Kompanien formiert. 1803 erhielt es den Namen Kurfürst. Das Regiment bestand mit diesem Name bis zum 1. November 1806.
Das Regiment wurde formell beurlaubt und Kurhessen ging im Königreich Westphalen auf. Im Jahr 1809 wurde im Rahmen des Fünften Koalitionskrieges ein Bataillon Kurfürst in Böhmen neuerrichtet aber schon im gleichen Jahr wieder aufgelöst.
Nach dem Zusammenbruch des Königreichs wurde das Regiment im Jahr 1813 neuerrichtet. Es erhielt zwei Grenadier-Kompanien, zwei Musketier-Bataillone und ein Füsilier-Bataillon; jedes Bataillon erhielt 4 Kompanien. Die beiden Grenadier-Kompanien wurde mit den beiden Grenadier-Kompanien des Infanterie-Regiment Erbprinz als Grenadier-Bataillon von Heller zusammengefasst. Im Jahr 1816 wurde zwei Kompanien des Regiment mit zwei Kompanien des Regiments Erbprinz zu einem Füsilier-Bataillon zusammengefasst. Im Jahr 1817 wurde das Füsilier-Bataillon zum 1. Füsilier-Landwehr-Regiment ernannt.
Am 1. Mai 1821 erhielt das Regiment Kurfürst den Namen: Erstes Linien-Infanterie-Regiment. Er wurde in zwei Musketier und ein Füsilier-Bataillone zu jeweils 4 Kompanien reorganisiert. Das Grenadier-Bataillon von Haller wurde nun das I. Bataillon, das bisherige I. Bataillon wurde zum II. Bataillon, das II. Bataillon wurde zum Füsilier-Bataillon. Gleichzeitig wurden dem Regiment zwei Kompanien des 1. Füsilier-Landwehr-Regiments reintegriert. Eine Kompanie kam in das II. Bataillon, eine Kompanie in das Füsilier-Bataillon.
Im Jahr 1824 erhielt das Regiment den Namen 1. Linien-Infanterie-Regiment Kurprinz von Hessen. 1831 wurde er das Leib-Regiment. Am 7. Dezember 1832 wurde das Füsilier-Bataillon mit der 1. Jäger-Kompanie zum 1. Schützen-Bataillon vereinigt. 1835 wurde er erneut umbenannt und hieß nun 1. Infanterie-Regiment (Leib-Regiment). Mit der Thronbesteigung des Kurfürsten im Jahr 1847 wurde es das 1. Infanterie-Regiment (Kurfürst). Ein Landwehr-Regiment wurde 1849 integriert. Aber im Jahr 1854 wurde das Bataillonskommando des Landwehrregiments wieder aufgelöst und die Mannschaften in auf die Kompanie des I. und II. Bataillons verteilt.

### Gefechtskalender
Während des ersten Koalitionskrieges wurde das Regiment 1792 die Champagne geschickt und nahm an der Einnahme von Frankfurt am Main teil. 1793 nahm er an der Belagerung und Eroberung von Mainz teil, später befand es sich bei den Feldzügen in Flandern. In Flandern zeichnete es sich bei der Belagerung von Lannoy (1793) teil und später bei den Kämpfen in Westfalen. Nach der Besetzung von Hessen wurde das 1806 suspendiert.
Im fünften Koalitionskrieg von 1809 wurde es in Böhmen neuerrichtet und nahm an den Feldzügen in Sachen und Bayreuth teil. Anschließend wurde es wieder aufgelöst.
Nach der Auflösung des Königreichs Westphalen wurde das Regiment wieder aufgestellt. Während der Befreiungskriege kämpfte es 1814 bei den Belagerungen von Luxemburg, Thionville und Metz. Nach der Rückkehr Napoleons im Jahr 1815 nahm es an der Einnahme von Sedan, dem Sturm auf Charleville, der Einnahme von Rheims, der Belagerung von Mezieres sowie der Belagerung von Givet teil.
1849 war das II. Bataillon Teil der kurhessischen Brigade, die am ersten schleswigschen Krieg teilnahm und auch am Feldzug in Jütland beteiligt war.

### Chefs
- 1789–1821 Landgraf Wilhelm I.
- 1824 Kurzprinz und Mitregent Friedrich Wilhelm
- 1847 Kurfürst Friedrich Wilhelm I.

### Kommandeure
- 1789 Generalmajor von Wurmb I, Kommandeur beider Bataillone, später Generalleutnant
- 1789 Generalmajor von Wurmb II, (Kommandeur en Chef) später Generalleutnant, Kommandant von Marburg
- 1803 Generalleutnant von Rotsmann, (Kommandeur en Chef) später Kommandant von Marburg
- 1806 Französische Besetzung
- 1813 Oberst von Müller († 1827), (Kommandeur en Chef) später Generalleutnant, Gouverneur von Kassel
- 1813 Oberstleutnant Carl Ludwig August von Benning (1776–1829), 2. Kommandeur, (1816 Oberst)
- 1821 Oberst von Benning, alleiniger Kommandeur
- 1829 Oberstleutnant Friedrich Wilhelm Karl Emil von Lepel (1782–1855), 1839 Kommandant von Hanau und Fulda, 1842 Generalleutnant
- 1830 Oberst Johann Philipp Bauer (1775–1851) (1834 versetzt als Generalleutnant)[9]
- 1834 Oberst Carl Damian Anselm Friedrich Rieß von Scheurnschloß (1838 Generalmajor und Brigadekommandeur)[10]
- 1838 Oberst Ludwig Hermann von Berlepsch (1782–1845), mit der Führung beauftragt[11]
- 1839 Oberst von Berlepsch, Kommandeur (1843 Kommandant von Kassel)
- 1843 Oberstleutnant Georg Spangenberg (1789–1850), mit der Führung beauftragt
- 1843 Oberst Louis Leopold von Bardeleben (1787–1858) (1844 pensioniert)
- 1844 Oberstleutnant Wilhelm von Urff, mit der Führung beauftragt
- 1845 Oberstleutnant von Urff, Kommandeur
- 1845 Oberstleutnant Wilhelm Zwirnemann (1787–1869), mit der Führung beauftragt[12]
- 1847 Oberstleutnant Wilhelm Anton von Wurmb, (später Kommandeur in Fulda)[13]
- 1850 Oberst Achilles Arnold d'Orville (1794–1870)
- 1850 Oberstleutnant Lebrecht Friedrich Ferdinand Osterwald (1795–1874), mit der Führung beauftragt[14]
- 1851 Oberstleutnant von Osterwald, mit der Führung beauftragt
- 1852 Oberst von Osterwald, Kommandeur
- 1854 Oberstleutnant Ludwig Friedrich Wilhelm Hermann von Baumbach (1808–1885), mit der Führung beauftragt
- 1854 Oberstleutnant Carl Rudolf Wegner, mit der Führung beauftragt (später Kommandeur des 2. Infanterieregiments)[15]
- 1854 Oberstleutnant Freiherr Louis Carl Franz Friedrich Wilhelm von Spiegel von und zu Peckelsheim, mit der Führung beauftragt[16]
- 1855 Oberstleutnant Freiherr von Spiegel von und zu Peckelsheim, Kommandeur ad interim
- 1855 Oberst Freiherr von Spiegel von und zu Peckelsheim, Kommandeur (später Kommandant von Hanau)
- 1859 Oberstleutnant Wallenstein Christian von Marschall († 1865), mit der Führung beauftragt[17]
- 1859 Oberst von Marschall, Kommandeur
- 1865 Oberstleutnant Friedrich Ludwig von Heimrod (1812–1882), mit der Führung beauftragt
- 1866 Oberst von Heimrod, Kommandeur